# Paulo Florencio
Paulo Flôrencio (ur. 26 czerwca 1918 w Itabirito) – piłkarz brazylijski, występujący podczas kariery na pozycji napastnika.

## Kariera klubowa
Karierę piłkarską Paulo Flôrencio zaczął w Sidérúrgica Sabara w 1938 roku. Z Sidérúrgicą dwukrotnie wywalczył wicemistrzostwo stanu Minas Gerais – Campeonato Mineiro w 1939 i 1941 roku. W 1943 przeszedł do Portuguesy São Paulo. W 1945 roku powrócił do Sidérúrgicą, z której przeszedł do Cruzeiro EC. W klubie z Belo Horizonte występował do 1957 roku i zdobył z nim mistrzostwo stanu Minas Gerais – Campeonato Mineiro w 1956 roku. W latach 1957–1958 grał w wenezuelskim klubie Universidad. Ostatnim klubem w karierze Paulo Flôrencio było Sete de Setembro Belo Horizonte, w którym zakończył karierę w 1960 roku.

## Kariera reprezentacyjna
W reprezentacji Brazylii Paulo Flôrencio zadebiutował 31 stycznia 1942 w meczu z reprezentacją Ekwadoru podczas Copa América 1942, na którym Brazylia zajęła trzecie miejsce. Na tym turnieju wystąpił w czterech meczach z Ekwadorem i Paragwajem.Mecz z reprezentacją Paragwaju był jego ostatnim w reprezentacji.